# Johann Schorn (Geigenbauer)
Johann Schorn, auch Johannes Schorn, (* um 1658 in Fridolfing; † 27. Juli 1718 in Salzburg) war ein deutscher Lauten- und Geigenbauer in Salzburg.

## Leben
Johann Schorn arbeitete zuerst wahrscheinlich von Innsbruck aus als Geigenmacher für Erzbischof Max Gandolf von Kuenburg (1668–1687). 1713 wurde er auf Empfehlung des damaligen Hofkapellmeisters Matthias Sigismund Biechteler (um 1668–1743) als „Hoff Lauten- und Geigenmacher“ an den Salzburger Hof verpflichtet. Es heißt, dass er zusammen mit dem Salzburger Hofkapellmeister  Heinrich Ignaz Franz Biber die Viola d’amore weiterentwickelt habe. Von Schorn ist auch eine Mandora (Gallichon) erhalten.
Am 11. August 1681 heiratete er Christina Bleisin, ihre beiden Söhne Johann Paul Schorn und Johann Joseph Schorn arbeiteten mit ihrem Vater in der Werkstatt mit, arbeiteten aber eher als Musiker. Ihre auch heute noch qualitätsvollen Instrumente stehen denen der beiden Tiroler Geigenbauer Jakob Stainer und Matthias Alban nahe. Johann Joseph Schorn war spätestens ab 1714 Cellist in der Salzburger Hofmusik.